# Autoroute espagnole CA-33
L'autoroute CA-33 est une autoroute urbaine qui permet d'accéder à Cadix depuis l'A-4 et l'A-48 en venant du nord où de la Costa de la Luz (Tarifa...).
L'A-4 et l'A-48 se rejoignent à l'est de San Fernando pour former la CA-33.
Elle double l'ancienne route nationale N-IV.
D'une longueur de 12,5 km environ, elle relie l'A-4/A-48 au sud de l'agglomération et le centre urbain de Cadix sur le prolongement de la Via Augusta del Sur
Elle est composée de 4 échangeurs jusqu'au centre ville.

## Tracé
- Elle débute au nord-est de San Fernando où elle bifurque avec l'A-4 et l'A-48 en direction de Cadix. Elle suit le tracé en parallèle de la ligne de chemin de Fer RENFE.
- Elle contourne San Fernando par le nord-ouest en desservant les différentes zones de la ville.
- Ensuite traverse avec la ligne de chemin de fer la lagune de sable de la baie de Cadix le long de la côte Atlantique avant de longer la Via Augusta del Sur tout près de la zone franche et du Port de la Baie de Cadix.

## Sorties

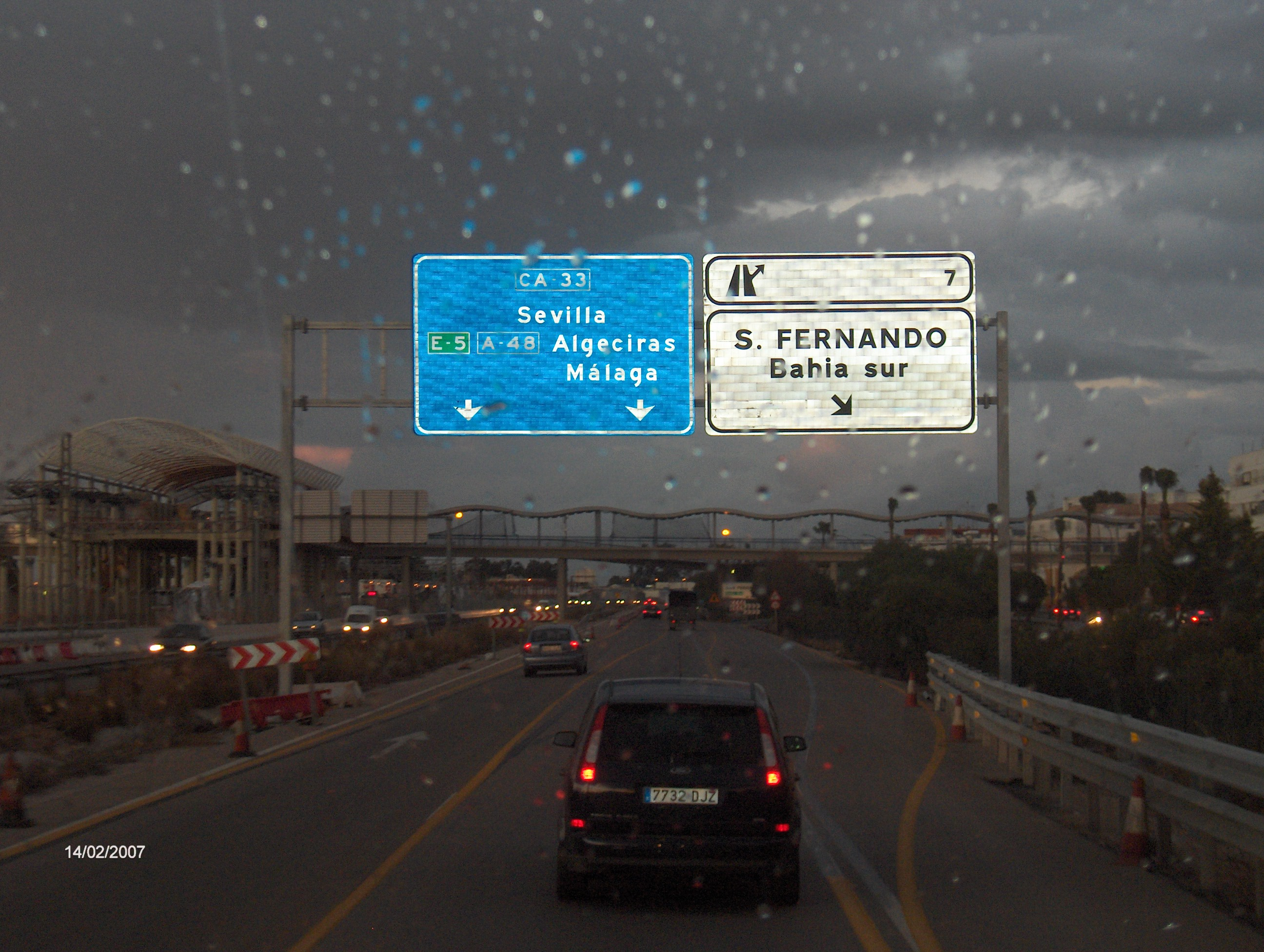
L'échangeur pour San Fernando Sud

- Cadix :  Échangeur autoroutier entre Av. José León de Carranza (vers Cadix-centre)/Av. Vía Augusta Julia (CA-33) et CA-36 (Puerto Real, Séville par le pont José León de Carranza) (de et vers Av. José León de Carranza); début de la CA-33 via Av. Vía Augusta Julia
- Av. Vía Augusta Julia :  Aire de repos plage de la Cortodara (sens Cadix-San Fernando)
- 1 (de et vers San Fernando) : Zone Franche de Cadix; sortie de Cadix et début de l'autoroute, la C-33 longe pendant 4km les plages de la côte Atlantique au sud de la ville.
- Aire de repos des plages El Chato et Santibañes (sens Cadix-San Fernando)
- 4 : Torregorda (plage), Santibañes, zone militaire
- 7 : San Fernando-sud
- 8 (sorties seulement) : centre commercial Bahia Sur
- 11 : San Fernando
- Pont sur le caño de Sancti Petri
- 13 : Zone Industrielle Tres Caminos
- Échangeur autoroutier entre CA-33/A-48 (Chiclana de la Frontera, Algésiras, Malaga) et A-4 (Puerto Real, Séville); la CA-33 devient l'A-48 en direction d’Algésiras

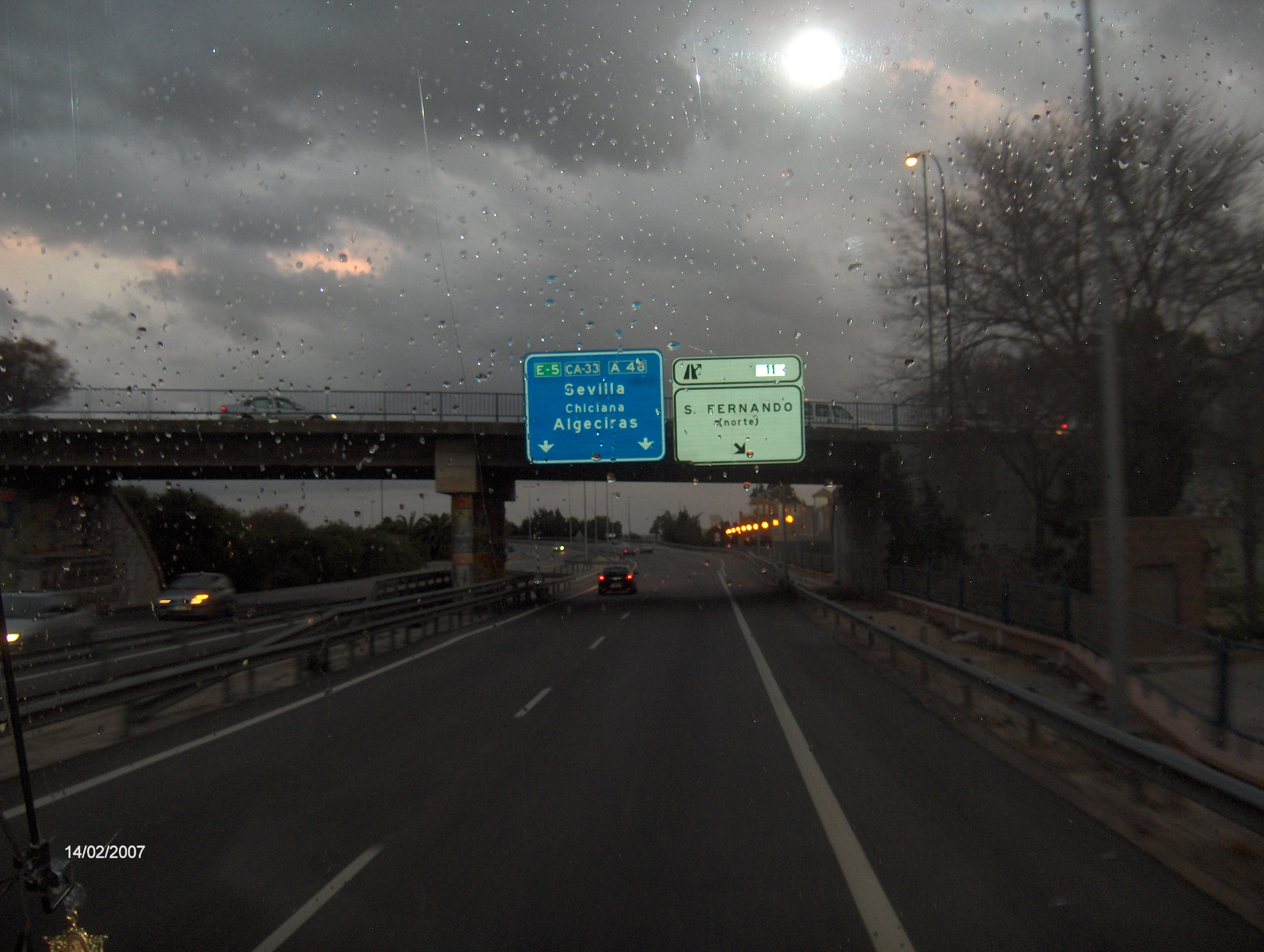
La CA-33 peu avant la bifurcation avec l'A-4 et l'A-48 en direction du nord

### Référence
- Nomenclature